# Lou-Ann Joly
Lou-Ann Cathy Joly (* 14. April 2002 in Bétheny) ist eine französische Fußballspielerin, die seit Juli 2024 bei RB Leipzig unter Vertrag steht.

## Karriere

### Vereine
Joly begann bei dem in ihrem Geburtsort ansässigen Bétheny Formation Club mit dem Fußballspielen. 2011 wechselte sie in die Jugendabteilung von Stade Reims. Zur Saison 2018/19 rückte sie in die Erste Mannschaft auf, die in der Division 2 Féminine, der zweithöchsten Spielklasse im französischen Frauenfußball, spielte. Ihr Debüt im Seniorinnenbereich gab sie zum Saisonstart am 2. September 2018 beim 3:1-Heimsieg gegen VGA Saint-Maur. Am Ende dieser Spielzeit, in der sie 14 Punktspiele bestritt, gewann sie mit ihrem Verein die Zweitligameisterschaft, die zum Aufstieg in die Division 1 Féminine berechtigte. Ihr erstes von vier Saisonspielen in der höchsten Spielklasse bestritt sie am 24. August 2019 (1. Spieltag) bei der 0:2-Auswärtsniederlage gegen den HSC Montpellier; sie wurde in der 73. Minute eingewechselt. Ebenfalls gegen den HSC Montpellier gelang ihr am 2. April 2022 (18. Spieltag) beim 2:1-Auswärtssieg mit dem Treffer zum zwischenzeitlichen 1:1 in der 74. Minute ihr einziges Ligator für Reims. Während ihrer Vereinszugehörigkeit kam sie zusätzlich in acht Spielen im Wettbewerb um die Coupe de France féminine zum Einsatz, zudem absolvierte sie in der Saison 2019/20 sieben Ligaspiele für die zweite Mannschaft.
Zur Saison 2024/25 wechselte sie zum deutschen Bundesligisten RB Leipzig.

### Nationalmannschaft
Joly bestritt ihre ersten beiden Länderspiele am 11. und 13. April 2018 für die U-16-Nationalmannschaft in zwei Vergleichen mit der belgischen Auswahl; beide wurden mit jeweils 1:0 gewonnen. Für die U-17-Nationalmannschaft bestritt sie sechs Spiele in der Qualifikation zur EM 2017 (jeweils drei Einsätze in der ersten Runde und der Eliterunde) sowie am 18. Januar 2019 ein mit 1:0 gewonnenes Freundschaftsspiel gegen die englische Auswahl.
Im Herbst 2021 bestritt sie zwei Länderspiele für die U20: Am 26. November nahm sie in Salou am mit 2:1 gewonnenen Freundschaftsspiel gegen Deutschland teil; in der 86. Minute erfolgte ihre Einwechslung für Jade Nassi. Zwei Tage später wurde sie im mit 2:0 gewonnenen Freundschaftsspiel gegen Mexiko ebenfalls eingewechselt.
Für die U23 kam sie erstmals am 24. September 2023 in Las Rozas de Madrid beim 2:1-Sieg im Freundschaftsspiel gegen Spanien zum Einsatz.

## Erfolge
- 2019: Meister Division 2 Féminine und Aufstieg in die Division 1 Féminine (mit Stade Reims)